# 紫龍角
紫龍角（學名：Caralluma hesperidum），夾竹桃科蘿藦亞科多年生肉质草本，植株灰綠色，表面長有紫褐色斑紋。原產於摩洛哥，現廣泛分佈非洲東北部及北部乾燥地區、地中海地區、葉門索科特拉島。莖多肉化圓柱狀，長約10~15㎝、粗2~3㎝，容易從基部分枝。莖表皮光滑，顏 色淺綠，有深綠色至紅褐色的不規則斑紋，日照越強，斑紋顏色越鮮明。莖上有肉質軟刺，是葉的變形。花自肉刺基部開出，花徑約2㎝，深褐色至黑色花冠5裂星形，表面絨狀。高溫期開花，白天花朵氣味腥臭，藉以吸引蠅類訪花授粉。